# Lista siturilor arheologice din județul Dâmbovița - M
Lista siturilor arheologice din județul Dâmbovița - M conține toate siturile arheologice din județul Dâmbovița înscrise în Repertoriul Arheologic Național (RAN) și aflate în localități al căror nume începe cu litera M. RAN este administrat de Ministerul Culturii și Patrimoniului Național și cuprinde date științifice, cartografice, topografice, imagini și planuri, precum și orice alte informații privitoare la zonele cu potențial arheologic, studiate sau nu, încă existente sau dispărute.
Puteți căuta un sit din localitățile care încep cu litera M folosind formularul de mai jos sau puteți naviga prin toate siturile din județ la Lista siturilor arheologice din județul Dâmbovița.
| Cod RAN                                  | Denumire | Localitate                                  | Adresă             | Datare          | Descoperit | Coordonate                                    | Imagine           | Erori            |
| ---------------------------------------- | --- | ------------------------------------------- | ------------------ | --------------- | ---------- | --------------------------------------------- | ----------------- | ---------------- |
| 69571.01.01 (Cod LMI: DB-I-s-B-17071)    | Necropola din epoca bronzului de la Manga - "Biserică" / ansamblu anonim (Categorie: descoperire funerară) (Tip: Necropolă)                                                            | sat Manga, comuna Voinești                  | Biserică           |                 |            |                                               | Încărcați imagine | Raportați eroare |
| 68681.01.01 (Cod LMI: DB-I-m-B-17072.03) | Situl arheologic de la Mavrodin - "Biserica veche" / ansamblu anonim (Categorie: locuire) (Tip: Așezare)                                                                               | localitate componentă Mavrodin, oraș Răcari | Biserica veche     | Tei             |            |                                               | Încărcați imagine | Raportați eroare |
| 68681.01.02 (Cod LMI: DB-I-m-B-17072.02) | Situl arheologic de la Mavrodin - "Biserica veche" / ansamblu anonim (Categorie: locuire) (Tip: Așezare)                                                                               | localitate componentă Mavrodin, oraș Răcari | Biserica veche     | sec. IV         |            |                                               | Încărcați imagine | Raportați eroare |
| 68681.01.03 (Cod LMI: DB-I-m-B-17072.01) | Situl arheologic de la Mavrodin - "Biserica veche" / ansamblu anonim (Categorie: locuire) (Tip: Necropolă)                                                                             | localitate componentă Mavrodin, oraș Răcari | Biserica veche     |                 |            |                                               | Încărcați imagine | Raportați eroare |
| 67318.01.01 (Cod LMI: DB-I-s-B-17073)    | Așezarea din epoca migrațiilor de la Mărcești - "Pădurea Mărcești" / ansamblu anonim (Categorie: locuire civilă) (Tip: Așezare)                                                        | sat Mărcești, comuna Dobra                  | Pădurea Mărcești   | sec. IV         |            |                                               | Încărcați imagine | Raportați eroare |
| 67274.01.01 (Cod LMI: DB-I-s-B-17074)    | Necropola tumulară din epoca bronzului de la Mărginenii de Sus - "Movile" / ansamblu anonim (Categorie: descoperire funerară) (Tip: Necropolă tumulară)                                | sat Mărginenii de Sus, comuna Dărmănești    | Movile             |                 |            |                                               | Încărcați imagine | Raportați eroare |
| 68075.01.01 (Cod LMI: DB-I-s-A-17075)    | Așezarea romană de la Mătăsaru - "Vatra satului" / ansamblu anonim (Categorie: locuire civilă) (Tip: Așezare)                                                                          | sat Mătăsaru, comuna Mătăsaru               | Vatra satului      | sec. II - III   |            |                                               | Încărcați imagine | Raportați eroare |
| 69321.01.01 (Cod LMI: DB-I-m-B-17076.02) | Situl arheologic de la Mesteacăn - "Poiana Poștei" / ansamblu anonim (Categorie: locuire) (Tip: Așezare)                                                                               | sat Mesteacăn, comuna Văleni-Dâmbovița      | Poiana Poștei      |                 |            |                                               | Încărcați imagine | Raportați eroare |
| 69321.01.02 (Cod LMI: DB-I-m-B-17076.01) | Situl arheologic de la Mesteacăn - "Poiana Poștei" / ansamblu Ruinele hanului de poștă (Categorie: locuire) (Tip: Han)                                                                 | sat Mesteacăn, comuna Văleni-Dâmbovița      | Poiana Poștei      | sec. XVII - XIX |            |                                               | Încărcați imagine | Raportați eroare |
| 68832.01.01 (Cod LMI: DB-I-s-B-17077)    | Tumulul Monteoru de la Mircea Vodă - "Movila Mare" / ansamblu anonim (Categorie: descoperire funerară) (Tip: Tumul)                                                                    | sat Mircea Vodă, comuna Sălcioara           | Movila Mare        | Monteoru        |            |                                               | Încărcați imagine | Raportați eroare |
| 68832.02.01 (Cod LMI: DB-I-s-B-17078)    | Tumulul de la Mircea Vodă - "Movila Mică" / ansamblu anonim (Categorie: descoperire funerară) (Tip: Tumul)                                                                             | sat Mircea Vodă, comuna Sălcioara           | Movila Mică        |                 |            |                                               | Încărcați imagine | Raportați eroare |
| 66893.01.01 (Cod LMI: DB-I-s-B-17079)    | Așezarea Gumelnița de la Moara din Groapă - "Măgura" / ansamblu anonim (Categorie: locuire civilă) (Tip: Așezare fortificată)                                                          | sat Moara din Groapă, comuna Corbii Mari    | Măgura             | Gumelnița - B   |            |                                               | Încărcați imagine | Raportați eroare |
| 68137.01.01 (Cod LMI: DB-I-m-A-17080.02) | Situl arheologic de la Mogoșani - "Frăsineni" / ansamblu anonim (Categorie: locuire) (Tip: Așezare)                                                                                    | sat Mogoșani, comuna Mogoșani               | Frăsineni          | Glina           |            |                                               | Încărcați imagine | Raportați eroare |
| 68137.01.02 (Cod LMI: DB-I-m-A-17080.01) | Situl arheologic de la Mogoșani - "Frăsineni" / ansamblu anonim (Categorie: locuire) (Tip: Necropolă birituală)                                                                        | sat Mogoșani, comuna Mogoșani               | Frăsineni          | sec. IV         |            |                                               | Încărcați imagine | Raportați eroare |
| 65850.01.01 (Cod LMI: DB-I-s-B-17081)    | Așezarea medievală de la Moreni - "Piscu" / ansamblu anonim (Categorie: locuire civilă) (Tip: Așezare)                                                                                 | municipiul Moreni                           | Piscu              | sec. XVII - XIX |            |                                               | Încărcați imagine | Raportați eroare |
| 68262.01.01 (Cod LMI: DB-I-s-B-17082)    | Așezarea Latene de la Morteni - "La Crevedia" / ansamblu anonim (Categorie: locuire civilă) (Tip: Așezare)                                                                             | sat Morteni, comuna Morteni                 | La Crevedia        | geto-dacică     |            |                                               | Încărcați imagine | Raportați eroare |
| 68262.02.01 (Cod LMI: DB-I-s-A-17083)    | Așezarea neolitică de la Morteni - "Măgura" / ansamblu anonim (Categorie: locuire civilă) (Tip: Așezare)                                                                               | sat Morteni, comuna Morteni                 | Măgura             |                 |            |                                               | Încărcați imagine | Raportați eroare |
| 68262.03.01 (Cod LMI: DB-I-s-B-17084)    | Necropola hallstattiană de la Morteni - "Măgura" / ansamblu anonim (Categorie: descoperire funerară) (Tip: Necropolă tumulară)                                                         | sat Morteni, comuna Morteni                 | Măgura             |                 |            |                                               | Încărcați imagine | Raportați eroare |
| 68262.04.01 (Cod LMI: DB-I-s-A-17127)    | Fortificația postromană de la Morteni - "Pădurea Cioacelor" / ansamblu Brazda lui Novac de Nord (Categorie: fortificație) (Tip: Fortificație de pământ)                                | sat Morteni, comuna Morteni                 | Pădurea Cioacelor  | sec. IV         |            |                                               | Încărcați imagine | Raportați eroare |
| 68262.05.01 (Cod LMI: DB-I-s-A-17085)    | Așezarea din epoca bronzului de la Morteni - "Puțul lui Iordache" / ansamblu anonim (Categorie: locuire civilă) (Tip: Așezare)                                                         | sat Morteni, comuna Morteni                 | Puțul lui Iordache | Glina           |            |                                               | Încărcați imagine | Raportați eroare |
| 68262.05.02 (Cod LMI: DB-I-s-A-17085)    | Așezarea din epoca bronzului de la Morteni - "Puțul lui Iordache" / ansamblu anonim (Categorie: locuire civilă) (Tip: Așezare)                                                         | sat Morteni, comuna Morteni                 | Puțul lui Iordache | Tei             |            |                                               | Încărcați imagine | Raportați eroare |
| 68235.01.01 (Cod LMI: DB-I-s-B-17086)    | Necropola medievală de la Muscel - "La Părul înecăcios" / ansamblu anonim (Categorie: descoperire funerară) (Tip: Necropolă)                                                           | sat Muscel, comuna Moroeni                  | La Părul înecăcios | sec. XVII - XIX |            |                                               | Încărcați imagine | Raportați eroare |
| 66679.01.01                              | Biserica de lemn din Mislea / ansamblu anonim (Categorie: structură de cult/religioasă) (Tip: Biserică de lemn)                                                                        | sat Mislea, comuna Cobia                    |                    | 1782            |            |                                               | Încărcați imagine | Raportați eroare |
| 66688.01.01                              | Mănăstirea Cobia / ansamblu Sf. Nicolae (Categorie: structură de cult/religioasă) (Tip: Biserică)                                                                                      | sat Mânăstirea, comuna Cobia                |                    | sec. XVI        |            |                                               | Încărcați imagine | Raportați eroare |
| 66688.02.01                              | Așezarea de epoca bronzului de la Mănăstirea - "Mănăstire" / ansamblu anonim (Categorie: locuire civilă) (Tip: Așezare)                                                                | sat Mânăstirea, comuna Cobia                | Mănăstire          | Tei             |            |                                               | Încărcați imagine | Raportați eroare |
| 69321.02.01 (Cod LMI: DB-II-m-A-17573)   | Biserica de lemn "Adormirea Maicii Domnului" de la Mesteacăn / ansamblu Biserica de lemn "Adormirea Maicii Domnului" (Categorie: structură de cult/religioasă) (Tip: Biserică de lemn) | sat Mesteacăn, comuna Văleni-Dâmbovița      |                    | sec. XVIII      |            |                                               | Încărcați imagine | Raportați eroare |
| 68262.06.01                              | Tell-ul Gumelnița de la Morteni- Măgura / ansamblu anonim (Categorie: tell) (Tip: Tell)                                                                                                | sat Morteni, comuna Morteni                 | Măgura             | Gumelnița       |            | 44°39′44″N 25°13′22″E / 44.66222°N 25.22278°E | Încărcați imagine | Raportați eroare |
| 68681.02.01                              | Situl arheologic de la Mavrodin- Vatra satului / ansamblu anonim (Categorie: locuire) (Tip: Așezare)                                                                                   | localitate componentă Mavrodin, oraș Răcari | Vatra satului      | Tei             |            |                                               | Încărcați imagine | Raportați eroare |
| 68681.02.02                              | Situl arheologic de la Mavrodin- Vatra satului / ansamblu anonim (Categorie: locuire) (Tip: Așezare)                                                                                   | localitate componentă Mavrodin, oraș Răcari | Vatra satului      | geto-dacică     |            |                                               | Încărcați imagine | Raportați eroare |
| 68681.03.01                              | Necropola medievală de la Mavrodin- Biserica / ansamblu anonim (Categorie: descoperire funerară) (Tip: necropola)                                                                      | localitate componentă Mavrodin, oraș Răcari | Biserica           | sec. XVII       |            |                                               | Încărcați imagine | Raportați eroare |
| 68832.03.01                              | Așezarea Tei de la Mircea Vodă- Halta / ansamblu anonim (Categorie: locuire) (Tip: Așezare)                                                                                            | sat Mircea Vodă, comuna Sălcioara           | Halta              | Tei             |            |                                               | Încărcați imagine | Raportați eroare |
| 67149.01.01                              | Biserica medievală de la Mărunțișu / ansamblu anonim (Categorie: construcție de cult) (Tip: biserică)                                                                                  | sat Mărunțișu, comuna Costeștii din Vale    |                    | sec. XVIII      |            |                                               | Încărcați imagine | Raportați eroare |
| 67149.02.01                              | Așezarea Gumelnița de la Mărunțișu- Movila / ansamblu anonim (Categorie: locuire) (Tip: Așezare)                                                                                       | sat Mărunțișu, comuna Costeștii din Vale    | Movila             | Gumelnița       |            |                                               | Încărcați imagine | Raportați eroare |
| 67951.01.01                              | Mormântul în cistă de la Malu cu Flori- La Pârlitură / ansamblu anonim (Categorie: mormânt) (Tip: mormant)                                                                             | sat Malu cu Flori, comuna Malu cu Flori     | La Pârlitură       |                 |            |                                               | Încărcați imagine | Raportați eroare |